# Прогресс М-05М
Прогресс М-05М — транспортный грузовой космический корабль (ТГК) серии «Прогресс», запущенный к Международной космической станции. 37-й российский корабль снабжения МКС. Серийный номер 405.

## Цель полёта
Доставка на МКС более 2500 килограммов различных грузов, в числе которых топливо, запасы сжатого кислорода, аппаратура для научных исследований, контейнеры с пищей и водой, а также книги, видеодиски, посылки от семей и подарки от группы психологической поддержки, в которые попали конфеты, шоколад и карамель.

## Хроника полёта
- 28.04.2010, в 21:15:09 (MSK), (17:15:09 UTC) — запуск с космодрома Байконур;[2]
- 01.05.2010, в 21:30:21 (MSK), (18:30:21 UTC) — осуществлена стыковка с МКС к стыковочному узлу на агрегатном отсеке служебного модуля «Пирс», процесс сближения и стыковки проводился в ручном режиме. Система сближения вышла из строя приблизительно за километр до станции;
- 25.10.2010, в 18:25:01 (MSK), (14:25:01 UTC) — ТГК отстыковался от МКС и отправился в автономный полёт.

## Перечень грузов
Суммарная масса всех доставляемых грузов: 2588 кг
| Название | Масса (кг) |
| --- | ---------- |
| Топливо в баках системы дозаправки                                                                                   | 870        |
| Газ в баллонах средств подачи кислорода (СрПК):                                                                      |            |
| Кислород | 50         |
| Вода в баках системы «Родник»                                                                                        | 100        |
| Топливо в КДУ для нужд МКС                                                                                           | 250        |
| Грузы, доставляемые в герметичном отсеке (суммарная масса – 1318 кг ):                                               |            |
| Оборудование для систем:                                                                                             |            |
| обеспечения газового состава (СОГС)                                                                                  | 33         |
| водообеспечения (СВО)                                                                                                | 73         |
| обеспечения теплового режима (СОТР)                                                                                  | 6          |
| управления бортовой аппаратурой (СУБА)                                                                               | 5          |
| бортовой информационно-телеметрической (БИТС2-12)                                                                    | 2          |
| бортовой вычислительный (БВС)                                                                                        | 3          |
| телефонно-телеграфной связи (СТТС)                                                                                   | 2          |
| электропитания (СЭП)                                                                                                 | 77         |
| Средства технического обслуживания и ремонта (СТОР)                                                                  | 5          |
| Средства санитарно-гигиенического обеспечения (ССГО)                                                                 | 71         |
| Контейнеры с рационами питания, свежие продукты                                                                      | 325        |
| Медицинское оборудование, бельё, средства личной гигиены и профилактики воздействия невесомости                      | 155        |
| Оборудование для ФГБ «Заря»                                                                                          | 64         |
| Оборудование для МИМ-1 «Рассвет»                                                                                     | 53         |
| Оборудование для научных исследований                                                                                | 19         |
| Бортдокументация, посылки для экипажа, видеофотоаппаратура                                                           | 19         |
| Комплект предметов для российских членов экипажа                                                                     | 42         |
| Хранимое оборудование (Укладка № 9)                                                                                  | 5          |
| Оборудование для американского сегмента, в том числе продукты питания, средства санитарно-гигиенического обеспечения | 420        |

## Фотографии

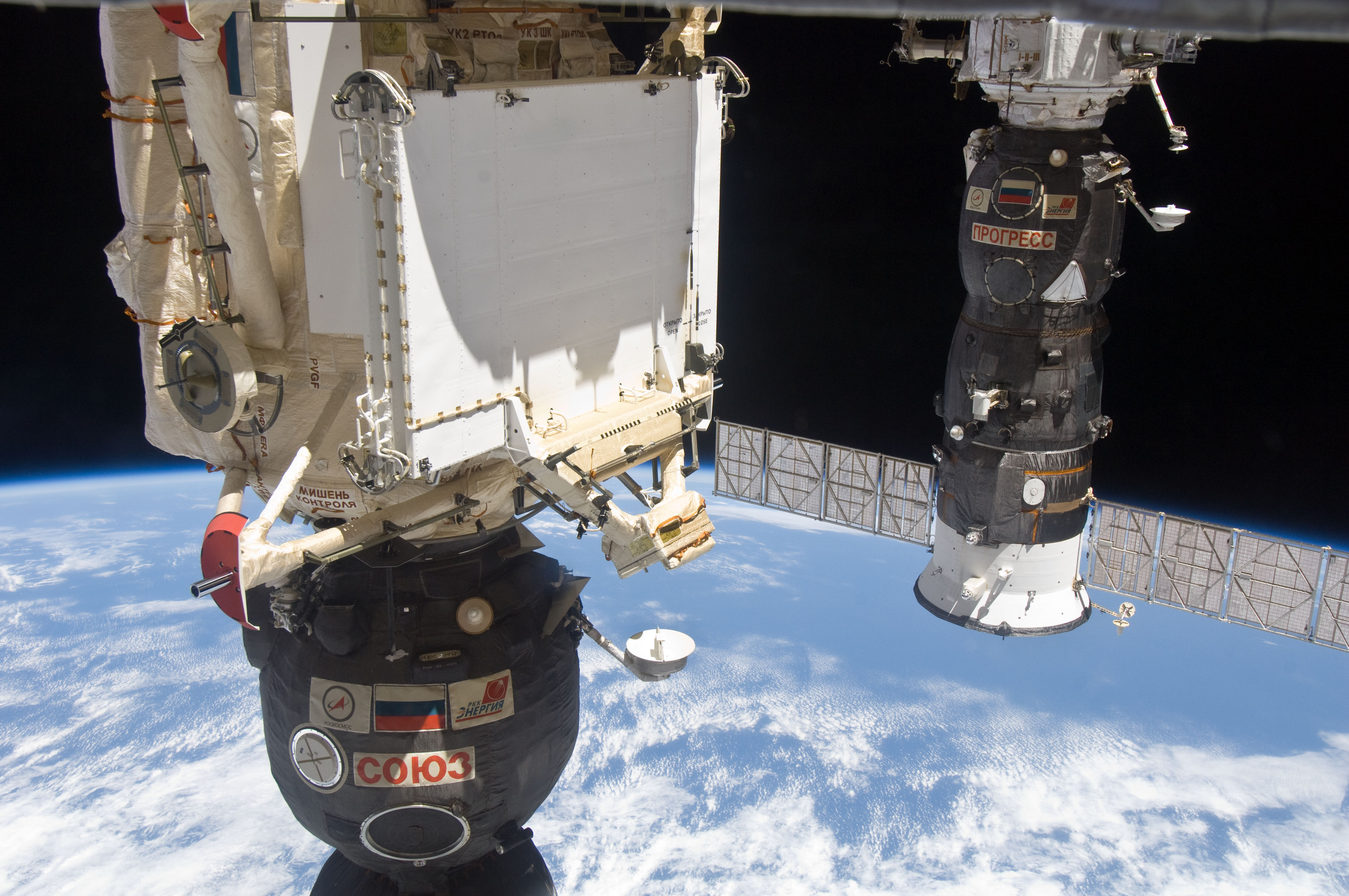
«Прогресс М-05М» пристыкованный к служебному модулю «Пирс»